# Station Stare Bojanowo Wąskotorowe
Station Stare Bojanowo Wąskotorowe is een spoorwegstation in de Poolse plaats Stare Bojanowo.